# Triết học

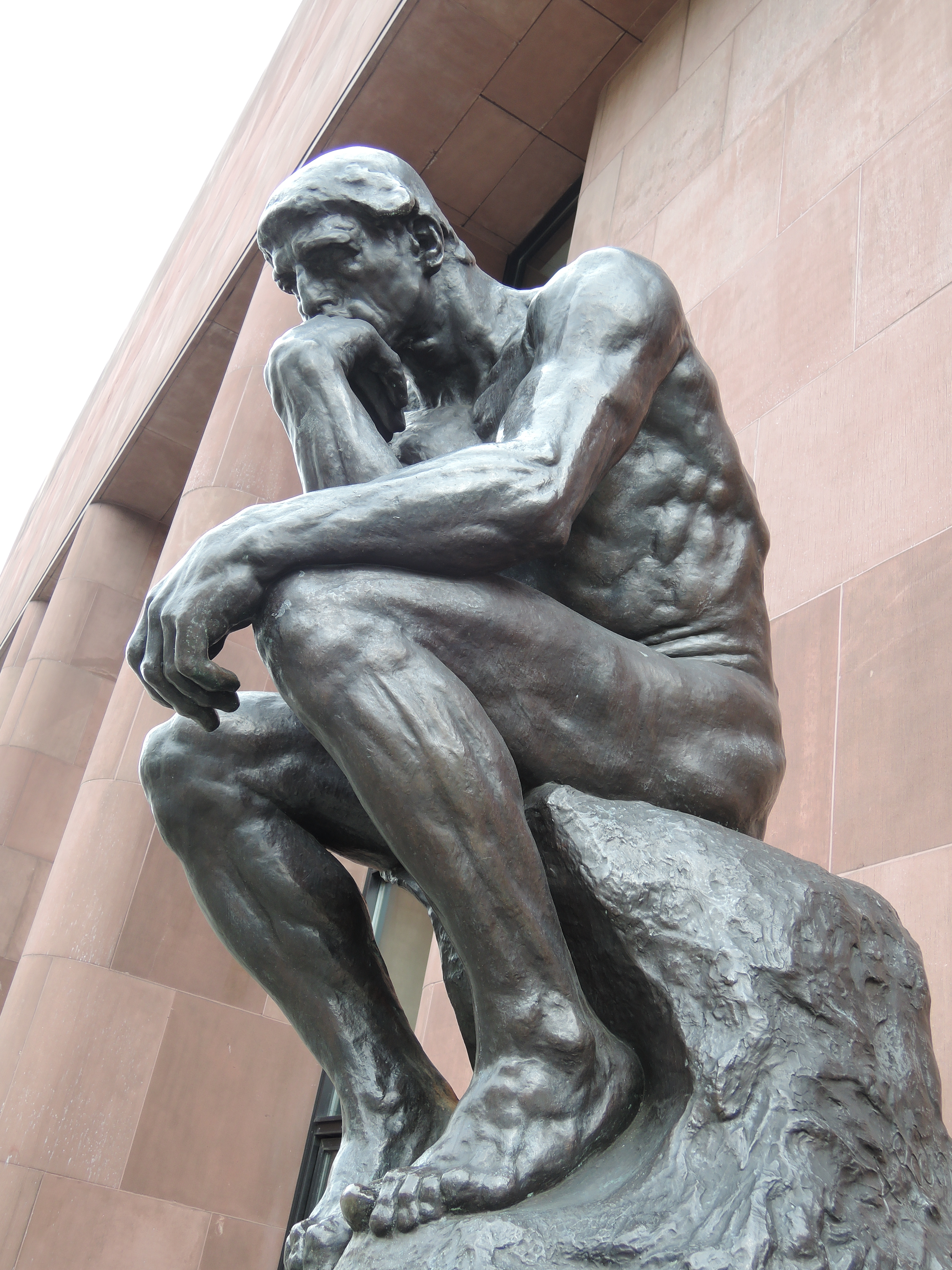
Tượng Người suy tư của Auguste Rodin là một biểu tượng của tư tưởng triết lý.

Triết học (tiếng Trung: 哲學; bính âm: zhé xué; tiếng Anh: philosophy) là một ngành nghiên cứu có hệ thống về những vấn đề cơ bản và tổng quát liên quan đến các chủ đề như hiện sinh, lý trí, tri thức, giá trị quan, tâm trí và ngôn ngữ. Đây là một sự tra vấn lý tính và phê phán nhằm suy ngẫm về các phương pháp và giả thuyết của chính nó.
Trong lịch sử, nhiều ngành khoa học như vật lý học và tâm lý học từng là bộ phận của triết học, nhưng ngày nay được xem như là những môn học thuật riêng biệt theo cách hiểu hiện đại của thuật ngữ. Một số nền văn minh triết học có tầm ảnh hưởng trong lịch sử gồm triết học phương Tây, Hồi giáo, Ấn Độ và Trung Quốc. Triết học phương Tây bắt nguồn từ Hy Lạp cổ đại và có nội dung bao hàm nhiều lĩnh vực. Triết học Hồi giáo có chủ đề trọng tâm là mối quan hệ giữa lý trí và khải thị. Triết học Ấn Độ kết hợp luận đề tâm linh về cách thức đạt đến giác ngộ với sự khám phá bản chất thực tại và các phương thức để tiến tới tri thức. Triết học Trung Quốc tập trung chủ yếu vào những vấn đề thực tiễn liên quan đến cư xử xã hội đúng mực, sự cai trị và tu thân.
Các nhánh quan trọng của triết học là tri thức luận, luân lý học, logic và siêu hình học. Tri thức luận nghiên cứu về bản chất của tri thức và cách thức để có được tri thức. Luân lý học tìm hiểu các nguyên lý đạo đức và những gì cấu thành nên cư xử đúng mực. Logic là nghiên cứu về lập luận đúng đắn, khám phá khả năng phân biệt giữa luận cứ tốt hay xấu. Siêu hình học xem xét những đặc điểm chung nhất của thực tế, hiện sinh, khách thể và tính chất. Các lĩnh vực con khác trong triết học gồm mỹ học, triết học ngôn ngữ, triết học tinh thần, triết học tôn giáo, triết học khoa học, triết học toán học, triết học lịch sử và triết học chính trị. Trong mỗi lĩnh vực này có các trường phái triết học cạnh tranh quảng bá những nguyên lý, lý thuyết hoặc phương pháp khác nhau.
Các triết gia sử dụng đa dạng nhiều phương pháp để tiếp cận tri thức triết học như phân tích khái niệm, dựa vào lẽ thường và trực giác, ứng dụng thí nghiệm tưởng tượng, phân tích với ngôn ngữ thông thường, mô tả kinh nghiệm và đặt câu hỏi phản biện. Triết học có liên hệ với nhiều lĩnh vực như khoa học, toán học, kinh doanh, luật pháp và báo chí. Ngành này cung cấp một góc nhìn liên ngành, nghiên cứu phạm vi và những khái niệm cơ bản cùng các phương pháp và hệ quả đạo đức của các lĩnh vực nói trên.

## Từ nguyên

### Tiếng Việt

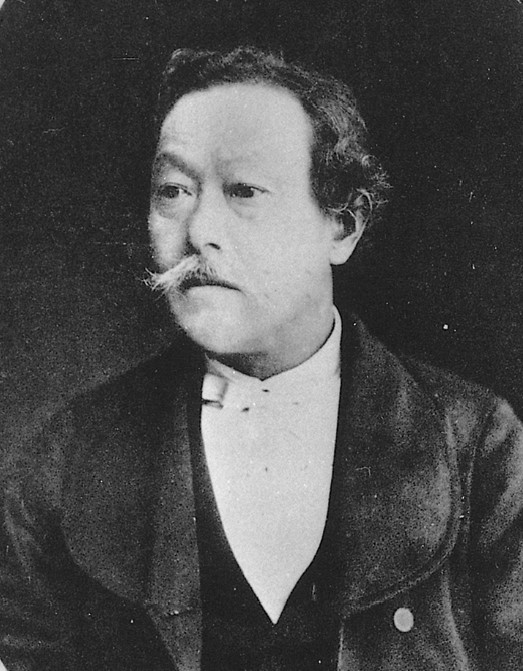
Nhà bác học người Nhật Nishi Amane là người khởi xướng thuật ngữ 哲學 (triết học) được sử dụng phổ biến ở Đông Á.

Thuật ngữ triết học trong tiếng Việt là cách đọc Hán-Việt của hai chữ 哲學 trong Hán văn, nghĩa đen là "sự học (學) về trí tuệ (哲)". Tuy vậy, thuật ngữ này không bắt nguồn từ Trung Hoa tự cổ mà chỉ mới được đề xướng bởi nhà bác học người Nhật Nishi Amane (1829–1897) vào những năm 1860. Trong thời gian lưu học ở Hà Lan, Nishi đã dùng ba chữ Hán 希哲學 (kitetsugaku (hy triết học)), nghĩa đen là "sự học (學) về sự mến mộ (希) đối với trí tuệ (哲)", để dịch chữ philosophia của phương Tây sang tiếng Nhật. Tuy nhiên, sau một thời gian suy nghĩ lại, ông quyết định bỏ chữ 希, chỉ dùng hai chữ 哲學 (tetsugaku (triết học)) muộn nhất kể từ năm 1867. Hai chữ này về sau du nhập sang Trung Hoa thông qua các khóa Tây học tại Đại học Tokyo, cũng như thông qua các tác phẩm Hán ngữ liên quan, chẳng hạn như cuốn Nhật Bản quốc chí (日本國志) do sứ thần nhà Thanh ở Nhật là Hoàng Tuân Hiến (黃遵憲; 1848–1905) biên soạn.

### Tiếng Anh

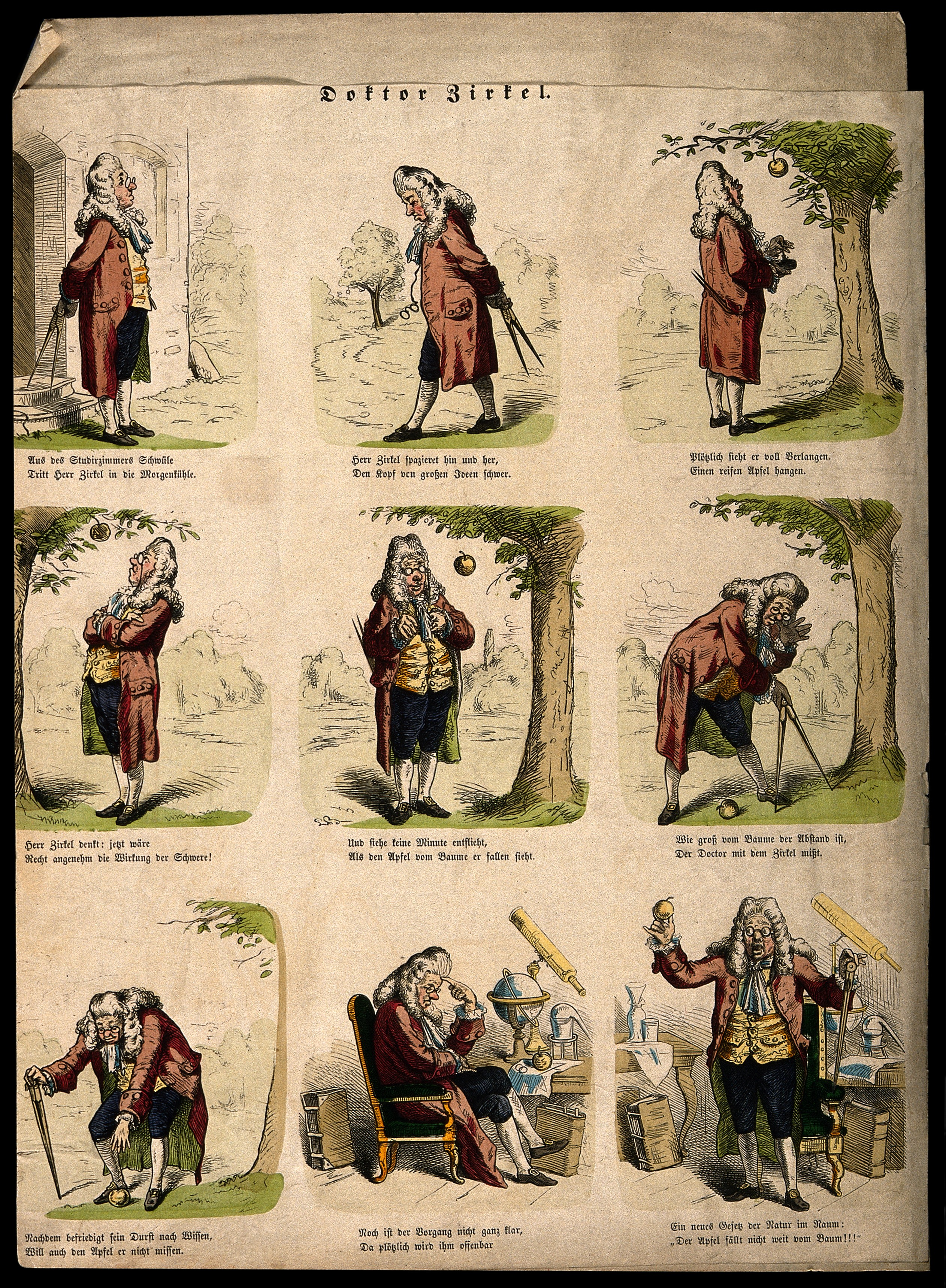
Vật lý từng là bộ phận của triết học, như quan sát của Newton về tác động từ trọng lực đến quả táo đang rơi.

Thuật ngữ philosophy 'triết học' trong tiếng Anh bắt nguồn từ chữ φιλοσοφία (philosophia) có nghĩa là 'tình yêu đối với sự thông thái', ghép từ hai chữ φίλος (philos) 'tình yêu' và σοφία (sophia) 'sự thông thái' trong tiếng Hy Lạp cổ đại. Một số tác giả cho rằng người khởi xướng thuật ngữ này là triết gia thời kỳ tiền Sokrates Pythagoras, nhưng điều này chưa được xác đáng.
Từ này được du nhập vào tiếng Anh chủ yếu thông qua hai nguồn là tiếng Pháp cổ đại và tiếng Anglo-Norman từ khoảng năm 1175. Bản thân chữ philosophie của tiếng Pháp được vay mượn từ chữ philosophia của tiếng Latinh. Thuật ngữ philosophy mang ý nghĩa "nghiên cứu chuyên sâu về các đối tượng mang tính suy đoán (logic, đạo đức, vật lý học và siêu hình học)", "trí tuệ sâu rộng bao gồm tình yêu sự thật và lối sống đạo đức", "sự học hỏi uyên thâm được truyền lại bởi các tác giả cổ đại", và "nghiên cứu về bản chất cơ bản của tri thức, thực tế và hiện sinh (existence), cũng như những giới hạn cơ bản của sự hiểu biết của con người".
Trước thời hiện đại, thuật ngữ philosophy từng được dùng theo nghĩa rộng. Nó bao gồm hầu hết loại hình tra vấn lý tính, ví dụ như các lĩnh vực khoa học, dưới hình thức môn học con. Chẳng hạn, triết học tự nhiên từng là một bộ phận quan trọng của triết học. Bộ phận này bao hàm một loạt lĩnh vực, trong đó có các bộ môn như vật lý, hóa học và sinh học. Một ví dụ về cách dùng như trên là tác phẩm Các nguyên lý toán học của triết học tự nhiên của Isaac Newton năm 1687. Cuốn sách này nhắc đến triết học tự nhiên trong tiêu đề nhưng ngày nay được xem là một đầu sách của vật lý học.
Ý nghĩa của từ philosophy có sự thay đổi về cuối thời hiện đại khi nó mang nghĩa hẹp hơn như được dùng phổ biến hiện nay. Theo cách hiểu mới, thuật ngữ chủ yếu gắn liền với các phân môn mang tính triết học như siêu hình học, nhận thức luận và đạo đức; bao gồm nghiên cứu lý tính về thực tế, tri thức và giá trị cùng các chủ đề khác. Nó được tách bạch với các bộ môn tra vấn lý tính khác như khoa học thực nghiệm và toán học.

## Các khái niệm của triết học

### Khái niệm chung
Thực tiễn của triết học được đặc trưng bởi một số đặc điểm chung: đó là một hình thức tra vấn lý tính, hướng đến sự hệ thống hóa, và thường xuyên phản tư phê phán về chính các phương pháp và tiền đề của nó. Triết học đòi hỏi sự suy tư chín chắn, lâu dài và sâu sắc về những vấn đề gây tranh cãi, khó giải quyết nhưng mang tính lâu bền, vốn gắn liền với bản chất và thân phận con người.
Mưu cầu triết lý về sự thông thái đòi hỏi phải đặt ra những vấn đề mang tính tổng quát và cơ bản. Hành động này thường không đưa đến những câu trả lời thẳng thắn nhưng có thể giúp một người hiểu sâu hơn về chủ đề, suy xét cuộc đời, xua tan mọi rối rắm và vượt qua những định kiến hay quan niệm tự dối mình gắn liền với lẽ thường. Chẳng hạn, Sokrates phát biểu rằng "một đời không tự vấn là một đời không đáng sống" để làm nổi bật vai trò của tra vấn triết học trong việc hiểu biết sự tồn tại của chính mình. Và theo Bertrand Russell, "người không có chút kiến thức triết học sẽ sống cuộc đời bị giam cầm trong những định kiến bắt nguồn từ lẽ thường, từ những niềm tin thông thường của thời đại mình hoặc quốc gia mình, và từ những nhận thức đã lớn lên trong tâm trí bản thân mà không có sự cộng tác hoặc ưng thuận từ lý trí chủ tâm của người đó".

### Định nghĩa học thuật
Những nỗ lực đưa ra định nghĩa chính xác hơn về triết học đều gây tranh cãi và được nghiên cứu trong siêu triết học (metaphilosophy). Một số cách tiếp cận cho rằng tồn tại một vài đặc điểm mà tất cả các bộ phận của triết học đều có, còn số khác chỉ nhìn nhận những điểm tương đồng dòng dõi yếu hơn hoặc xem đây là một thuật ngữ trống rỗng. Các định nghĩa chính xác thường chỉ được chấp nhận bởi những nhà lý thuyết thuộc một trường phái nhất định, và theo Søren Overgaard cùng cộng sự thì chúng có tính xét lại ở chỗ nhiều phần vốn được cho là của triết học sẽ không xứng đáng với cái tên "triết học" nếu chúng là đúng.
Một số định nghĩa mô tả đặc điểm triết học trên quan hệ với phương pháp của nó, ví dụ như lập luận thuần túy. Số khác tập trung vào mặt chủ thể, chẳng hạn như nghiên cứu về các quy luật quan trọng nhất của toàn thể thế giới hoặc cố gắng trả lời những câu hỏi lớn. Hướng tiếp cận như vậy được Immanuel Kant theo đuổi, khi ông tin rằng nhiệm vụ của triết học được hợp nhất bằng bốn câu hỏi: "Tôi có thể biết gì?"; "Tôi phải làm gì?"; "Tôi được phép hy vọng gì?"; và "Con người là gì?" Cả hai hướng đi trên đều gặp phải vấn đề rằng chúng quá rộng do bao hàm cả những bộ môn phi triết học, hoặc quá hẹp do bỏ qua một số phân môn mang tính triết lý.
Nhiều định nghĩa về triết học nhấn mạnh mối quan hệ mật thiết giữa nó và khoa học. Theo đó, triết học đôi khi được xem là một ngành khoa học đúng nghĩa. Theo một số nhà triết học tự nhiên như W. V. O. Quine, triết học là một ngành khoa học thực nghiệm mà trừu tượng, quan tâm đến các mô hình thực nghiệm trên phạm vi rộng thay vì những quan sát cụ thể. Các cách định nghĩa dựa vào khoa học thường gặp khó khăn khi giải thích vì sao triết học trong suốt quá trình lịch sử lâu dài vẫn chưa phát triển ở cùng mức độ hoặc cùng cách thức với các ngành khoa học. Vấn đề đó được tránh xa bằng việc coi triết học là một ngành khoa học sơ khai hoặc lâm thời mà các phân môn trong đó không còn là triết học nữa một khi chúng đã được phát triển hoàn toàn. Theo cách hiểu này, triết học có khi được gọi là "bà đỡ của các ngành khoa học".
Các định nghĩa khác tập trung vào sự tương phản giữa khoa học và triết học. Một chủ đề xuyên suốt trong nhiều khái niệm như vậy là việc triết học quan tâm đến nghĩa (meaning), thông hiểu (understanding) hoặc sự xác minh của ngôn ngữ. Theo một góc nhìn, triết học là phân tích khái niệm (conceptual analysis), bao gồm đi tìm điều kiện cần và đủ để áp dụng các khái niệm. Một cách định nghĩa khác xem triết học là tư duy của tư duy để nhấn mạnh bản chất phản tỉnh, tự phê phán của nó. Một hướng đi khác nữa mô tả triết học như là một liệu pháp ngôn ngữ học. Chẳng hạn, theo Ludwig Wittgenstein, triết học nhắm đến xóa bỏ những hiểu lầm mà con người dễ mắc phải do cấu trúc khó hiểu của ngôn ngữ thông thường.
Các nhà hiện tượng học như Edmund Husserl nhận định triết học là một "ngành khoa học nghiêm ngặt" nghiên cứu về yếu tính (essence). Họ thực hành việc đình chỉ triệt để những thừa nhận lý thuyết về thực tế để quay trở lại với "bản thân sự vật", như được đưa ra ban đầu trong kinh nghiệm. Họ cho rằng mức độ kinh nghiệm cơ bản này cung cấp nền tảng cho tri thức lý thuyết bậc cao hơn, và người ta cần hiểu cái cơ bản để hiểu cái nâng cao.
Một hướng tiếp cận có trong triết học Hy Lạp cổ đại và La Mã xem triết học là thực hành tinh thần nhằm phát triển năng lực lý tính của con người. Thực hành này là một thể hiện về tình yêu đối với sự thông thái của triết gia và nhằm mục đích trau dồi sự an lạc (well-being) của con người qua việc sống một cuộc đời suy tưởng. Chẳng hạn, những người khắc kỷ coi triết học là một bài tập rèn luyện tâm trí để từ đó đạt tới eudaimonia và hưng thịnh trong cuộc sống.

## Lịch sử
Với tư cách một môn học, lịch sử triết học hướng đến trình bày các khái niệm và học thuyết triết học một cách có hệ thống và theo trình tự thời gian. Một số nhà lý thuyết xem đây là một phần của lịch sử trí thức, nhưng mặt khác lịch sử triết học còn nghiên cứu các vấn đề mà lịch sử trí thức chưa bàn tới, chẳng hạn như liệu những lý thuyết của các triết gia trong quá khứ có còn đúng và phù hợp về mặt triết lý hay không. Lịch sử triết học chủ yếu quan tâm đến những lý thuyết dựa trên tra vấn lý tính và luận chứng; một số nhà sử học hiểu nó theo nghĩa thoáng hơn, bao hàm cả thần thoại, giáo lý tôn giáo và truyền thuyết tục ngữ.
Các nền văn hóa có tầm ảnh hưởng trong lịch sử triết học gồm triết học phương Tây, Ả Rập – Ba Tư, Ấn Độ và Trung Quốc. Một số truyền thống triết học khác bao gồm triết học Nhật Bản, Mỹ Latinh và châu Phi.

### Phương Tây

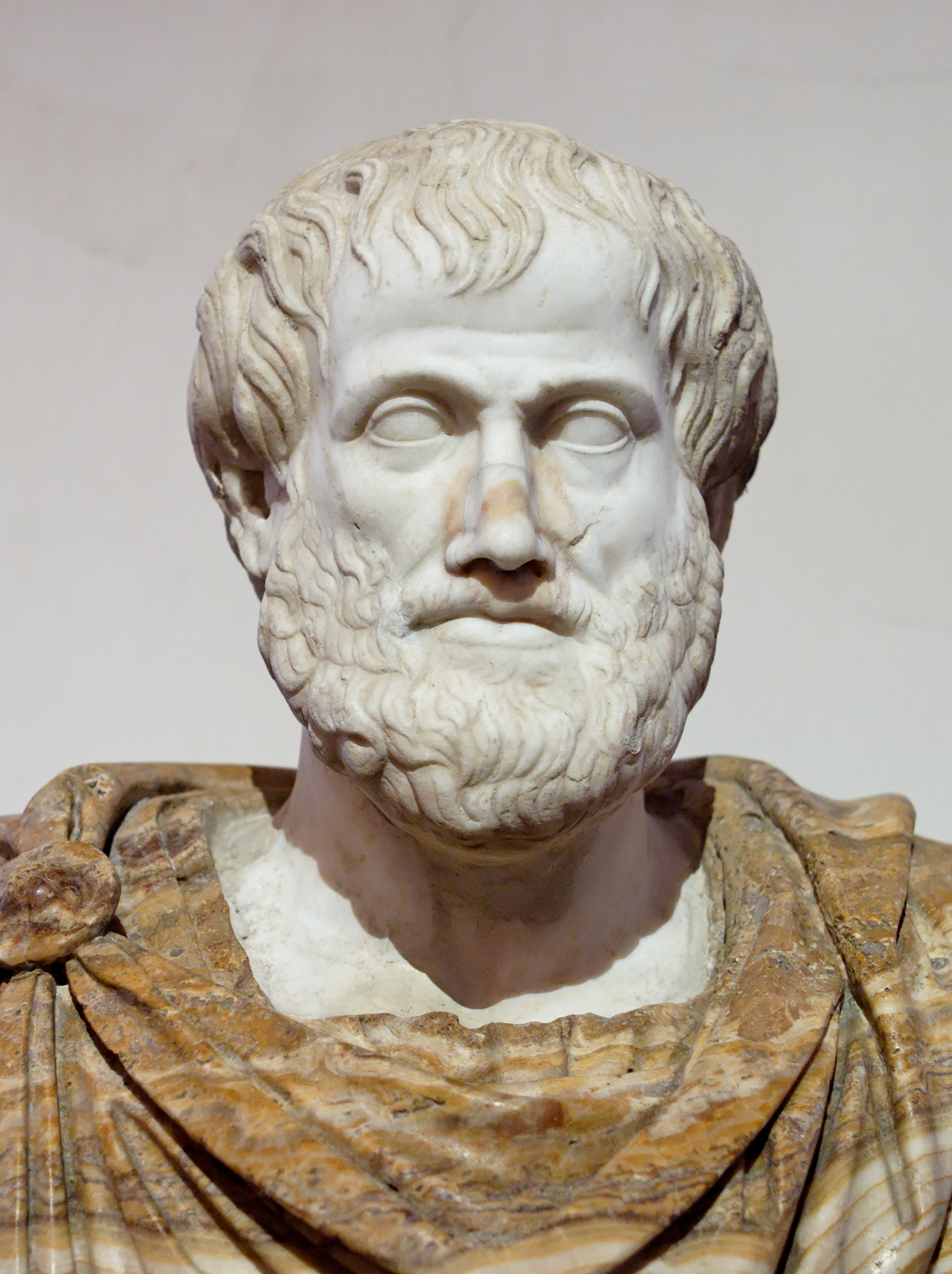
Aristoteles là một nhân vật quan trọng trong triết học cổ đại và đã phát triển hệ thống tư tưởng toàn diện gồm siêu hình học, logic, luân lý học, chính trị và khoa học tự nhiên.

Triết học phương Tây khởi nguồn từ Hy Lạp cổ đại vào thế kỷ 6 TCN với thế hệ tiền Sokrates, những người đã cố gắng đưa ra giải thích lý tính về toàn bộ hệ vũ trụ. Nền triết học theo sau họ được định hình bởi Sokrates (469–399 TCN), Platon (427–347 TCN) và Aristoteles (384–322 TCN). Những triết gia này đã mở rộng phạm vi chủ đề đến các câu hỏi như con người nên hành động như thế nào, làm sao để tiến đến tri thức, và đâu là bản tính của thực tế và tâm trí. Thời cổ đại về sau đánh dấu sự xuất hiện của các phong trào triết học như chủ nghĩa Epicurus, chủ nghĩa khắc kỷ, chủ nghĩa hoài nghi và chủ nghĩa tân Platon. Giai đoạn Trung Cổ, bắt đầu từ thế kỷ 5 CN, tập trung vào các chủ đề tôn giáo và nhiều nhà tư tưởng đã vận dụng triết học cổ đại để giải thích và trau chuốt thêm nữa các học thuyết Kitô giáo.
Thời Phục Hưng khởi đầu vào thế kỷ 14 và chứng kiến sự quan tâm mới đến các trường phái triết học cổ đại, đặc biệt là chủ nghĩa Platon. Chủ nghĩa nhân văn cũng hình thành trong giai đoạn này. Thời kỳ hiện đại bắt đầu vào thế kỷ 17, với một trong những vấn đề quan tâm chủ yếu là cách tạo ra tri thức triết học và khoa học. Vai trò của lý tính và kinh nghiệm giác quan lúc bấy giờ có tầm quan trọng đặc biệt. Nhiều trong số các sáng kiến này đã được áp dụng trong phong trào Khai Sáng nhằm khước từ quyền thế truyền thống. Một số nỗ lực nhằm phát triển các hệ thống triết học toàn diện đã được thực hiện vào thế kỷ 19 bởi chủ nghĩa duy tâm Đức và chủ nghĩa Marx, chẳng hạn. Những bước phát triển có tầm ảnh hưởng của triết học thế kỷ 20 là sự ra đời và ứng dụng của logic hình thức, sự chú trọng vào vai trò của ngôn ngữ cũng như chủ nghĩa thực dụng, cùng các phong trào trong triết học lục địa (continental philosophy) như hiện tượng học, chủ nghĩa hiện sinh và chủ nghĩa hậu cấu trúc (post-structuralism). Thế kỷ 20 chứng kiến sự bành trướng nhanh chóng của triết học học thuật về mặt số lượng xuất bản về triết học và số triết gia làm việc tại các cơ sở học thuật. Số lượng triết gia nữ cũng tăng lên đáng kể, nhưng họ vẫn chưa được đại diện đúng mức.

### Ả Rập – Ba Tư

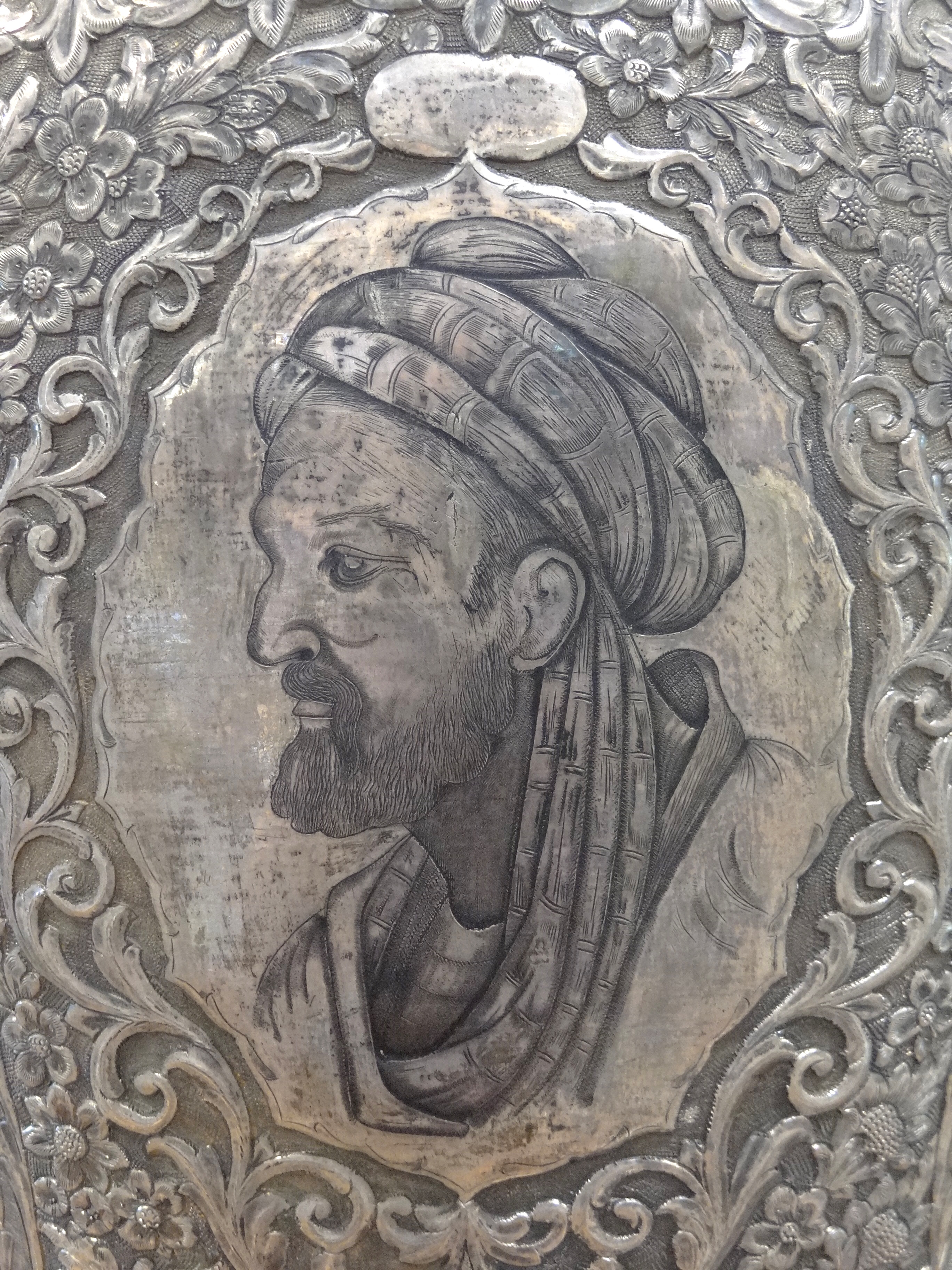
Chân dung Avicenna, một trong những triết gia có ảnh hưởng nhất trong thời đại hoàng kim của Hồi giáo.

Triết học Ả Rập – Ba Tư ra đời vào đầu thế kỷ 9 CN như một phản ứng trước những nội dung được bàn luận trong truyền thống thần học Hồi giáo. Giai đoạn cổ điển kéo dài đến thế kỷ 12 và chịu ảnh hưởng mạnh mẽ từ các triết gia Hy Lạp cổ đại. Những tư tưởng của họ được dùng để chi tiết hóa và giải thích lời dạy từ Qur'an.
Al-Kindi (801–873) thường được xem là triết gia đầu tiên của nền triết học này. Ông đã biên dịch và phiên dịch nhiều tác phẩm của Aristoteles và các nhà tân Platon nhằm cố gắng chứng tỏ sự hài hòa giữa lý trí và đức tin. Avicenna (980–1037) cũng đi theo mục tiêu đó và phát triển một hệ thống triết học toàn diện để cung cấp những hiểu biết lý tính về thực tế bao hàm khoa học, tôn giáo và đạo thần bí. Al-Ghazali (1058–1111) là người chỉ trích mạnh mẽ quan niệm rằng lý trí có thể đạt đến sự am hiểu thực sự về thực tại và Chúa. Ông chấp bút một bài phê bình chi tiết về triết học và cố gán cho triết học một vị trí hạn chế hơn bên cạnh những lời dạy của Qur'an và trí tuệ huyền bí. Sau thời Al-Ghazali và cuối thời kỳ cổ điển, sự chi phối của tra vấn triết học bị suy yếu. Mulla Sadra (1571–1636) thường được xem là một trong những triết gia lớn của giai đoạn về sau. Tác động ngày càng mạnh của tư tưởng và thể chế phương Tây trong thế kỷ 19 và 20 dẫn đến sự nảy sinh phong trào trí thức của chủ nghĩa hiện đại Hồi giáo, vốn nhằm mục đích tìm hiểu mối quan hệ giữa tín ngưỡng Hồi giáo truyền thống và tính hiện đại.

### Ấn Độ

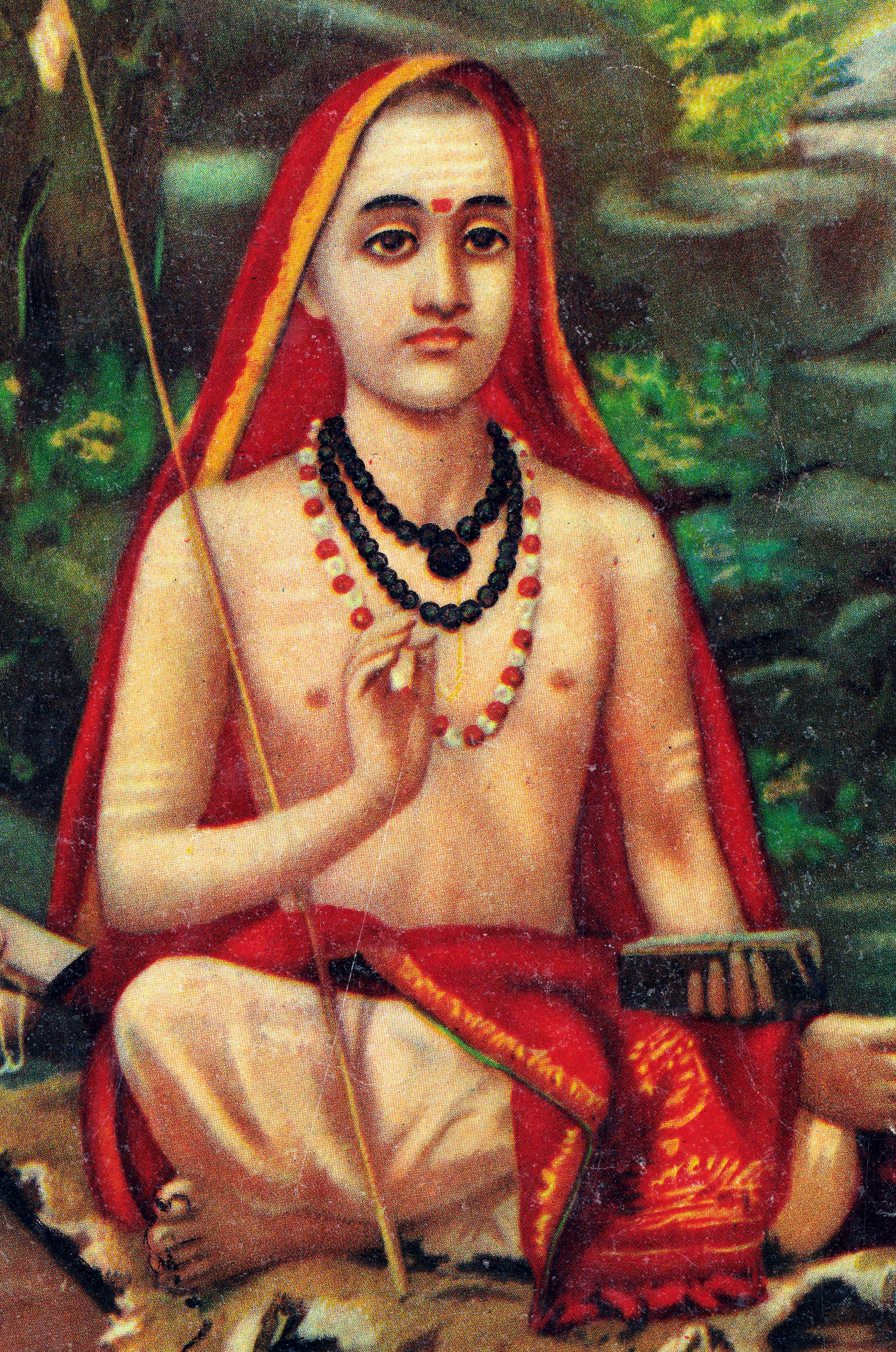
Adi Shankara đã phát triển quan điểm nhất nguyên đối với Advaita Vedanta, cho rằng sự hiện hữu một số nhiều các hữu thể phân biệt là ảo ảnh.

Một trong những điểm đặc thù của triết học Ấn Độ là sự tích hợp cuộc khám phá bản chất của thực tế, các phương thức để đạt đến tri thức và câu hỏi tâm linh về việc làm thế nào để tiến tới giác ngộ. Nền triết học này bắt đầu vào khoảng năm 900 TCN khi Kinh Vệ-đà được chấp bút. Đây là những kinh mang tính nền tảng của Ấn Độ giáo, có nội dung suy ngẫm về các vấn đề liên quan đến mối quan hệ giữa bản thân (atman) và hiện thực tối cao cũng như câu hỏi về việc linh hồn (jiva) được tái sinh như thế nào dựa vào hành động trong quá khứ. Giai đoạn này cũng chứng kiến sự xuất hiện của các giáo lý phi Vệ-đà như Phật giáo và Kỳ Na giáo. Phật giáo được cho ra đời bởi Gautama Siddhartha (563–483 TCN), người đã không thừa nhận tư tưởng Vệ-đà về bản thân vĩnh cửu và đề ra một con đường để giải phóng chính mình khỏi sự đau khổ. Kỳ Na giáo được sáng lập bởi Mahavira (599–527 TCN), người đã nhấn mạnh sự bất hại và tôn trọng đến mọi dạng sống.
Giai đoạn cổ điển tiếp sau bắt đầu vào khoảng năm 200 TCN và được đặc trưng bởi sự hình thành sáu trường phái Ấn Độ giáo chính thống: Nyāyá, Vaiśeṣika, Sāṃkhya, Yoga, Mīmāṃsā và Vedanta. Trường phái Advaita Vedanta được phát triển về sau trong thời kỳ này. Nó được hệ thống hóa bởi Adi Shankara (khoảng 700–750 CN), người tin rằng tất cả đều là một và cảm giác về vũ trụ gồm nhiều thực thể phân biệt chỉ là ảo ảnh. Ramanuja (1017–1137), người sáng lập trường phái Vishishtadvaita Vedanta, có góc nhìn hơi khác khi ông cho rằng các thực thể riêng biệt là có thật và là bộ phận hoặc một phần của cái thống nhất cơ bản. Ông cũng góp phần đại chúng hóa phong trào Bhakti, vốn rao giảng lòng sùng kính đối với thần thánh như một con đường tâm linh và tồn tại cho đến thế kỷ 17 đến 18. Giai đoạn hiện đại bắt đầu vào khoảng năm 1800 và được định hình bởi sự tiếp xúc với tư tưởng phương Tây. Các triết gia thời kỳ này cố gắng phát triển những hệ thống toàn diện nhằm hài hòa các giáo lý triết học và tôn giáo đa dạng. Chẳng hạn, Svāmī Vivekānanda (1863–1902) vận dụng những lời dạy của Advaita Vedanta để lập luận rằng tất cả các tôn giáo khác nhau đều là con đường hợp lệ đi tới thần thánh độc nhất.

### Trung Quốc

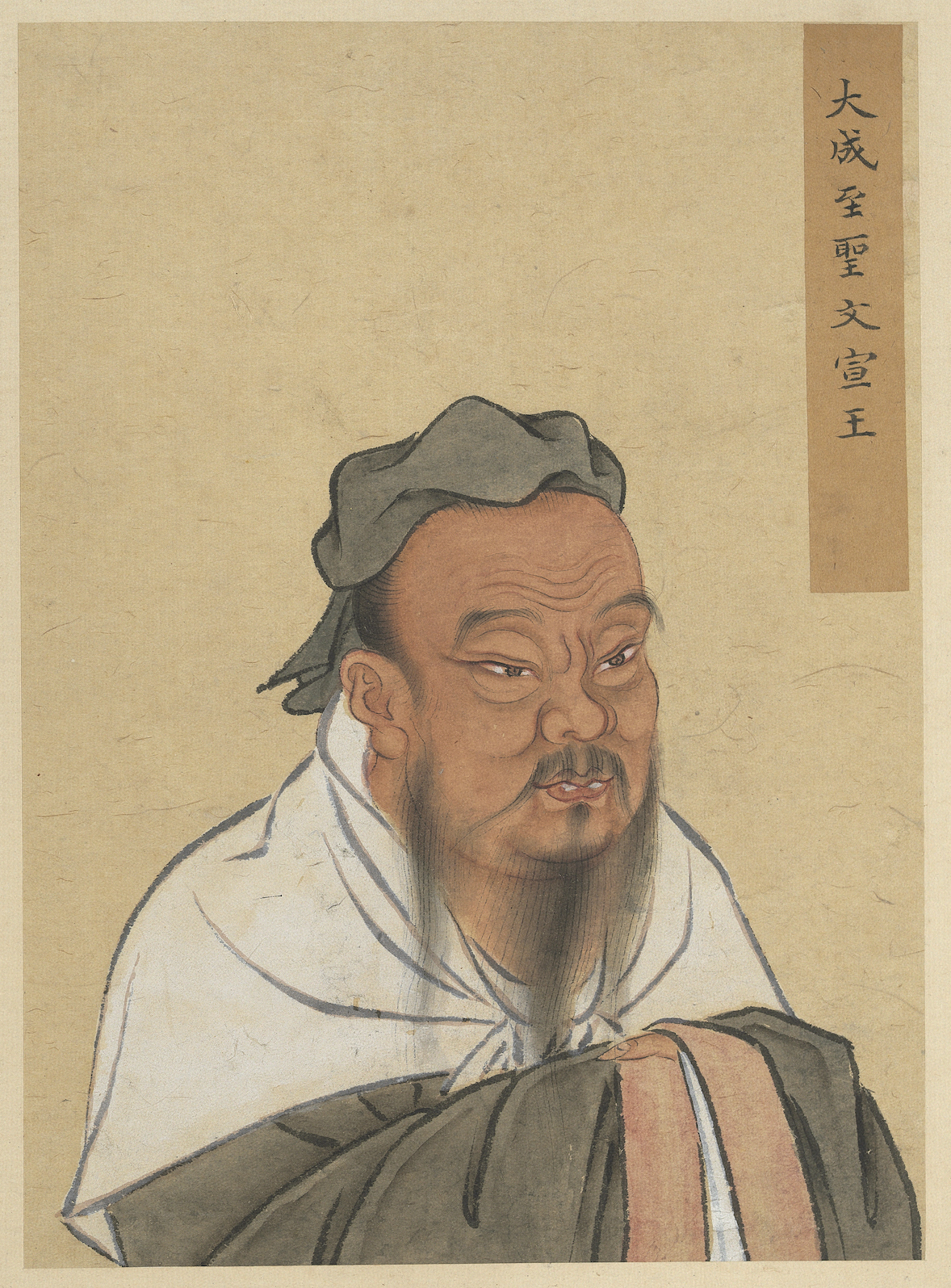
Những lời dạy của Khổng Tử về luân lý học và xã hội đã định hình nền triết học Trung Quốc về sau.

Triết học Trung Quốc đặc biệt nhấn mạnh các vấn đề thực tiễn liên quan đến đạo làm người, quản trị xã hội và việc tu thân (修身). Vào thế kỷ 6 TCN, trong bối cảnh chính trị rối ren, nhiều trường phái tư tưởng đã ra đời nhằm tìm kiếm giải pháp cho trật tự xã hội. Trong đó, nổi bật nhất là Nho gia và Đạo gia. Nho gia, do Khổng Tử (551–479 TCN) sáng lập, tập trung vào việc xây dựng các phẩm hạnh đạo đức, khám phá cách những giá trị này có thể đem lại sự hài hòa trong gia đình và xã hội. Đạo gia, do Lão Tử (thế kỷ 6 TCN) sáng lập, đề cao việc sống thuận theo Đạo, tức là trật tự tự nhiên của vũ trụ, để đạt được sự hòa hợp với thiên nhiên và chính mình. Ngoài hai trường phái chính yếu trên, thời kỳ này còn ghi nhận sự xuất hiện của Mặc gia,  trường phái đã phát triển một hình thái sơ khai của hệ quả luận vị tha, nhấn mạnh việc hành động vì lợi ích chung. Pháp gia, một trường phái khác, đề cao vai trò của nhà nước mạnh và pháp luật nghiêm minh như nền tảng cho sự ổn định và phát triển xã hội.
Phật giáo du nhập sang Trung Quốc vào thế kỷ 1 CN và được đa dạng hóa thành các loại hình mới. Trường phái huyền học xuất hiện vào thế kỷ 3, làm sáng tỏ các tác phẩm Đạo giáo trước đó với sự nhấn mạnh cụ thể vào những giảng giải siêu hình. Lý học được phát triển vào thế kỷ 11, hệ thống hóa các học thuyết Nho giáo trước đó và tìm kiếm một nền tảng siêu hình của đạo đức. Giai đoạn hiện đại của triết học Trung Quốc bắt đầu vào thế kỷ 20 và được định hình bởi tầm ảnh hưởng và sự phản ứng đối với triết học phương Tây. Sự ra đời của chủ nghĩa Marx Trung Quốc – vốn tập trung vào đấu tranh giai cấp, chủ nghĩa xã hội và chủ nghĩa cộng sản – dẫn đến chuyển biến sâu sắc về bối cảnh chính trị. Một bước phát triển khác là sự ra đời của chủ nghĩa Nho giáo mới, với mục tiêu hiện đại hóa và xét lại các giáo lý Nho giáo để khám phá sự tương hợp với các lý tưởng dân chủ và khoa học hiện đại.

### Các truyền thống khác
Triết học Nhật Bản truyền thống đồng hóa và tổng hợp các quan niệm từ nhiều nền văn hóa khác nhau, trong đó có tôn giáo Thần đạo bản địa cùng tư tưởng gốc Trung Quốc và Ấn Độ dưới hình thức Nho giáo và Phật giáo, vốn đều du nhập vào Nhật Bản vào thế kỷ 6 và 7. Việc thực hành nó được đặc trưng bởi sự tương tác tích cực với thực tế thay vì suy xét rảnh rang. Nho giáo mới trở thành một trường phái tư tưởng có ảnh hưởng vào thế kỷ 16 và thời kỳ Edo nối tiếp, thúc đẩy sự tập trung nhiều hơn vào ngôn ngữ và thế giới tự nhiên. Trường phái Kyoto ra đời vào thế kỷ 20, tích hợp tính chất tinh thần phương Đông với triết học phương Tây trong việc khai phá các khái niệm như sự hư vô tuyệt đối (zettai-mu), nơi chốn (basho) và bản thân.
Triết học Mỹ Latinh thời tiền thuộc địa được thực hành bởi những nền văn minh bản xứ và khám phá các vấn đề liên quan đến bản tính của thực tại và vai trò của con người. Nó có những điểm tương đồng với triết học Bắc Mỹ bản địa, vốn bao gồm các đề tài như tính chất liên kết của mọi sự vật. Đến thời thuộc địa bắt đầu từ khoảng năm 1550, triết học Mỹ Latinh bị chi phối bởi triết học tôn giáo dưới hình thức kinh viện. Các chủ đề có ảnh hưởng trong thời hậu thuộc địa là chủ nghĩa thực chứng, triết học giải phóng (philosophy of liberation) và sự tìm tòi bản thể và văn hóa.
Triết học châu Phi thời kỳ đầu, ví dụ như triết học Ubuntu, tập trung vào cộng đồng, đạo lý và quan niệm tổ tiên. Triết học châu Phi có hệ thống xuất hiện vào đầu thế kỷ 20, bàn về các chủ đề như triết học dân tộc (ethnophilosophy), négritude, chủ nghĩa liên châu Phi (pan-Africanism), chủ nghĩa Marx, chủ nghĩa hậu thực dân (postcolonialism), vai trò của bản sắc văn hóa và sự phê phán chủ nghĩa trọng Âu.

## Các nhánh cốt lõi
Các vấn đề triết học có thể được xếp thành nhiều nhánh. Cách gộp nhóm như vậy cho phép triết gia tập trung vào một tập hợp đề tài gần nhau và tương tác với các nhà tư tưởng khác quan tâm đến chính những vấn đề đó. Tri thức luận, luân lý học, logic và siêu hình học đôi khi được xem là các nhánh chính. Có nhiều lĩnh vực con khác bên trong chúng và các cách phân chia khác nhau đều không mang tính toàn diện, cũng không loại trừ lẫn nhau. Ví dụ, triết học chính trị, luân lý học và mỹ học có khi được liên kết với nhau trong khuôn khổ thuyết giá trị (value theory) do chúng nghiên cứu về các khía cạnh quy phạm (normative) hoặc định lượng. Hơn nữa, tra vấn triết học đôi lúc có sự chồng chéo với các bộ môn khác trong khoa học tự nhiên và xã hội, tôn giáo và toán học.

### Tri thức luận
Tri thức luận (hay nhận thức luận) là một nhánh của triết học nghiên cứu về tri thức. Đây còn được gọi là thuyết tri thức và hướng đến am hiểu được tri thức là gì, nó xuất hiện như thế nào, nó có giới hạn gì và nó có giá trị gì. Tri thức luận còn xem xét bản chất của chân lý, niềm tin, biện minh (justification) và lý trí. Một số câu hỏi mà các nhà tri thức luận giải đáp bao gồm "Ta có thể thu được tri thức bằng (các) phương pháp nào?"; "Chân lý được thiết lập bằng cách nào?"; và "Chúng ta có thể chứng minh quan hệ nhân quả hay không?"
Tri thức luận quan tâm chủ yếu đến tri thức mô tả (declarative) hoặc tri thức về sự thật, chẳng hạn như hiểu biết rằng Công nương Diana qua đời năm 1997. Nhưng mặt khác nó còn nghiên cứu về tri thức thực tiễn (practical) như hiểu biết về cách đi một chiếc xe đạp, hay tri thức vì quen biết (by acquaintance) như hiểu biết về đích thân một người nổi tiếng.
Một lĩnh vực có trong tri thức luận là phân tích về tri thức (analysis of knowledge). Nó giả định rằng tri thức mô tả được kết hợp từ nhiều phần khác nhau và cố gắng xác định xem những phần đó là gì. Một thuyết có ảnh hưởng trong lĩnh vực này cho rằng tri thức có ba thành phần: đó là một niềm tin được biện minh và là đúng thật. Đó là thuyết gây tranh cãi và những khó khăn liên quan đến nó được gọi chung là vấn đề Gettier. Các góc nhìn khác nhận định tri thức cần có thêm một số thành phần nữa, như việc thiếu đi sự may mắn; thay thế bằng các thành phần khác như sự biểu thị đức hạnh nhận thức (cognitive virtue) thay vì biện minh; hoặc chúng phủ nhận rằng tri thức có thể được phân tích về mặt các hiện tượng khác.
Một lĩnh vực khác trong tri thức luận tìm hiểu về cách thức để con người thu được tri thức. Các nguồn tri thức thường được nhắc tới bao gồm tri giác, nội quan (introspection), trí nhớ, suy luận và lời chứng. Theo các nhà duy nghiệm, mọi tri thức đều dựa trên một hình thức kinh nghiệm nào đó. Giới duy lý bác bỏ góc nhìn đó và tin rằng một số dạng tri thức, như tri thức bẩm sinh (innate knowledge), không thu được qua kinh nghiệm. Quy thoái (regress) là một vấn đề thường gặp liên quan đến các nguồn tri thức và sự biện minh mà chúng đưa ra. Nó dựa trên cơ sở rằng lòng tin cần có một kiểu lý tính hay bằng chứng nào đó để được biện minh. Vấn đề quy thoái nằm ở chỗ nguồn biện minh có thể cần đến một nguồn biện minh khác, dẫn đến quy thoái vô hạn hoặc lập luận vòng vo (circular reasoning). Các nhà duy bản (foundationalism) tránh kết luận như vậy bằng lý lẽ rằng một số nguồn có thể không cần đến biện minh mà vẫn cho ra được sự biện minh. Một giải pháp khác được nêu ra bởi các nhà cố kết (coherentism), khi họ cho rằng một niềm tin được biện minh nếu nó cố kết với những niềm tin khác của một người.
Nhiều bàn cãi trong tri thức luận đề cập đến chủ nghĩa hoài nghi triết học, vốn đặt ra nghi ngờ về một số hoặc toàn bộ sự mưu cầu tri thức. Những nghi ngờ này lấy cơ sở từ quan niệm rằng tri thức yêu cầu sự chắc chắn tuyệt đối và con người không có khả năng tiếp nhận được nó.

### Luân lý học

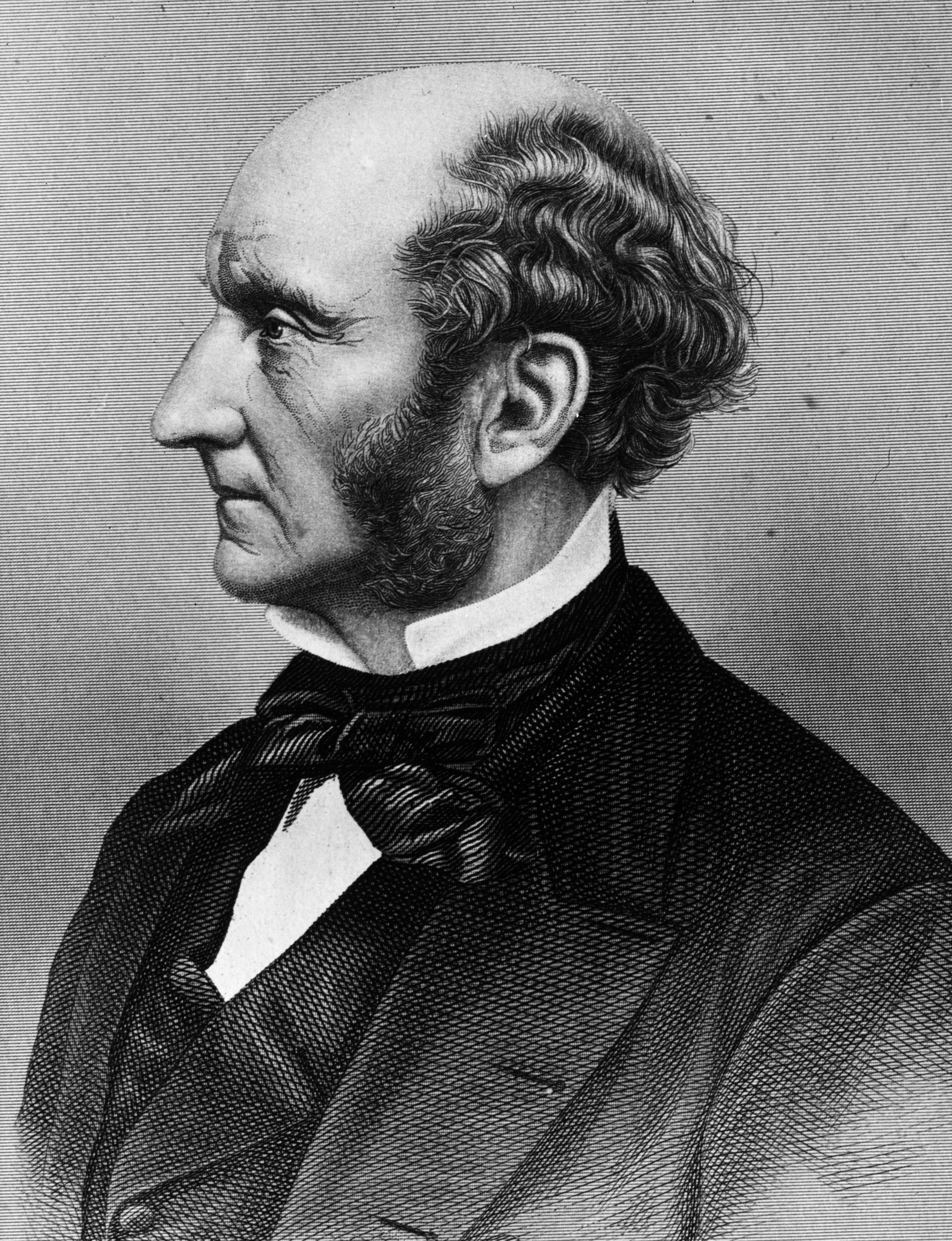
"Học thuyết vị lợi cho rằng hạnh phúc là điều khêu gợi và là điều duy nhất đáng thèm muốn, coi như là mục tiêu cuối cùng; tất cả những thứ khác chỉ được mong muốn như một phương tiện để đạt được mục tiêu đó". – John Stuart Mill, Utilitarianism (1863)

Luân lý học, còn gọi là đạo đức học hay triết học đạo đức, nghiên cứu về những gì cấu thành nên cư xử đúng mực, đồng thời quan tâm đến định tính đạo đức đối với các đặc điểm tính cách và thiết chế. Luân lý học tìm hiểu xem các tiêu chuẩn của đạo đức là gì và làm thế nào để có một cuộc sống tốt. Đạo đức triết học giải quyết các câu hỏi cơ bản như "Nghĩa vụ đạo đức có tính tương đối hay không?"; "Cái gì được ưu tiên: sự an lạc hay nghĩa vụ?"; và "Điều gì mang lại ý nghĩa cho cuộc sống?"
Các nhánh chính của luân lý học gồm luân lý học siêu hình, luân lý học chuẩn mực và luân lý học ứng dụng. Luân lý học siêu hình (meta-ethics) đặt ra những vấn đề trừu tượng về tự nhiên và nguồn gốc của đạo đức. Nhánh này phân tích ý nghĩa của các khái niệm đạo đức như hành động đúng đắn và nghĩa vụ (obligation), cũng như nghiên cứu xem các lý thuyết đạo đức có đúng thật theo nghĩa tuyệt đối hay không và làm cách nào để tiếp nhận tri thức về chúng. Luân lý học chuẩn mực (normative ethics) bao gồm các lý thuyết chung về cách phân biệt giữa hành động đúng và sai, hỗ trợ trong chỉ dẫn các quyết định đạo đức qua việc phân tích xem con người có quyền và nghĩa vụ đạo đức nào. Luân lý học ứng dụng (applied ethics) nghiên cứu hệ quả của các lý thuyết chung được phát triển từ luân lý học chuẩn mực trong những tình huống cụ thể, chẳng hạn như tại nơi làm việc hoặc trong chăm sóc y tế.
Trong luân lý học chuẩn mực đương đại, hệ quả luận, đạo nghĩa luận và luân lý học đức hạnh là các trường phái tư tưởng chủ đạo. Những người theo hệ quả luận đánh giá hành động dựa trên hệ quả của chúng. Một góc nhìn tiêu biểu trong đó là chủ nghĩa vị lợi, với lý lẽ rằng mọi hành động cần làm gia tăng hạnh phúc nói chung và giảm bớt đau khổ xuống mức thấp nhất. Các nhà đạo nghĩa luận (deontology) đánh giá hành động dựa trên việc chúng có tuân theo các bổn phận đạo đức hay không, ví dụ như tránh nói dối hoặc giết hại. Theo họ, cái quan trọng là việc những hành động đó phải phù hợp với bổn phận chứ không phải hệ quả mà chúng gây ra. Những nhà lý thuyết đức hạnh (virtue ethics) đánh giá hành động từ cách mà phẩm chất đạo đức của tác nhân được thể hiện. Theo quan điểm này, mọi hành động phải tuân theo những gì mà một tác nhân có đức hạnh lý tưởng sẽ làm qua việc biểu thị những đức tính như rộng lượng (generosity) và trung thực (honesty).

### Logic
Logic là nghiên cứu về lập luận đúng đắn, hướng đến hiểu biết cách phân biệt giữa luận cứ tốt hay xấu. Logic thường được chia thành logic hình thức (formal) và logic phi hình thức (informal). Logic hình thức sử dụng ngôn ngữ nhân tạo với biểu diễn ký hiệu rõ ràng để phân tích luận cứ. Trong sự tìm kiếm tiêu chí chính xác, logic hình thức kiểm tra cấu trúc của luận cứ để xác định xem chúng đúng hay sai. Logic phi hình thức sử dụng các tiêu chí và tiêu chuẩn phi hình thức để xác định tính đúng sai của luận cứ, và phụ thuộc vào những yếu tố bổ sung như nội dung hay ngữ cảnh.
Logic phân tích nhiều loại luận cứ khác nhau. Luận cứ suy diễn chủ yếu được nghiên cứu bởi logic hình thức. Một luận cứ được gọi là hợp lệ (valid) suy diễn nếu chân lý của các tiền đề (premise) đảm bảo được chân lý của kết luận. Luận cứ hợp lệ suy diễn tuân theo một quy tắc suy luận (rule of inference), chẳng hạn như modus ponens, vốn có hình thức logic như sau: "p; nếu p thì q; do đó q". Một ví dụ là luận cứ "hôm nay là Chủ Nhật; nếu hôm nay là Chủ Nhật thì tôi không phải đi làm vào hôm nay; do đó tôi không phải đi làm vào hôm nay".
Tiền đề của luận cứ phi suy diễn cũng hỗ trợ cho kết luận, mặc dù việc này không đảm bảo rằng kết luận đó là đúng thật. Một dạng điển hình trong đó là suy luận quy nạp, bắt đầu từ một tập hợp các trường hợp phân biệt và sử dụng khái quát hóa để đi đến một định luật toàn thể bao hàm tất cả các trường hợp. Một ví dụ là suy luận cho rằng "mọi con quạ đều có màu đen" dựa trên quan sát từ nhiều cá thể quạ đen khác nhau. Dạng thứ hai là suy luận giả định (còn gọi là suy luận hồi tố), bắt đầu từ một quan sát và kết luận rằng sự giải thích tốt nhất của quan sát này phải là đúng thật. Việc này xảy ra, chẳng hạn, khi bác sĩ chẩn đoán một căn bệnh dựa vào các triệu chứng thấy được.
Logic còn nghiên cứu về các loại hình lập luận sai lầm. Chúng được gọi là ngụy biện và được chia thành ngụy biện hình thức và ngụy biện phi hình thức dựa vào việc nguồn gốc của sai lầm chỉ nằm ở hình thức của luận cứ hay còn nằm ở nội dung và ngữ cảnh của nó.

### Siêu hình học

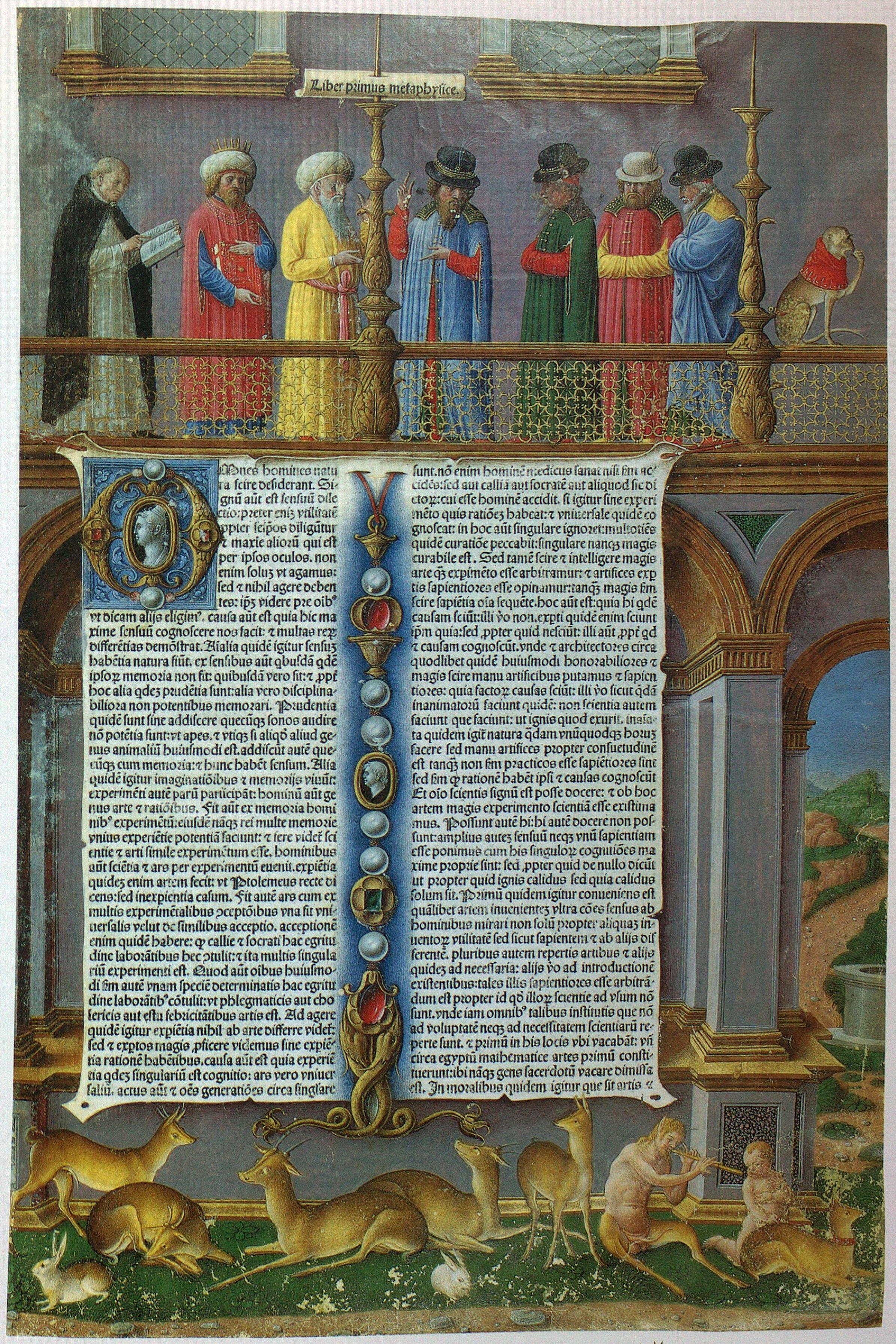
Phần mở đầu tác phẩm Siêu hình học của Aristoteles trong một bản incunable trang trí bằng tiểu họa vẽ tay.

Siêu hình học là nghiên cứu về những yếu tố chung nhất của thực tế, chẳng hạn như hiện sinh, khách thể (object) và thuộc tính (property) của chúng, toàn thể và thành phần (wholes and parts), không gian và thời gian, sự biến (event), và mối nhân quả. Có nhiều bất đồng về định nghĩa chính tắc của thuật ngữ và nghĩa của nó trải qua sự thay đổi theo thời gian. Các nhà siêu hình học cố gắng trả lời những câu hỏi cơ bản như "Tại sao có cái gì đó thay vì không có gì cả?"; "Thực tế cuối cùng bao gồm những gì?"; và "Con người có tự do hay không?"
Siêu hình học đôi khi được chia thành siêu hình học tổng quát và siêu hình học cụ thể hoặc chuyên biệt. Siêu hình học tổng quát nghiên cứu hữu thể (beings) với tư cách hữu thể, xem xét các yếu tố mà tất cả các thực thể đều có. Siêu hình học cụ thể quan tâm đến các dạng hữu thể khác nhau, các yếu tố mà chúng có, và cách làm cho chúng khác nhau.
Một lĩnh vực quan trọng trong siêu hình học là bản thể luận. Một số nhà lý thuyết đồng nhất nó với siêu hình học tổng quát. Bản thể luận tìm hiểu các khái niệm như hữu thể, sự trở thành (becoming) và thực tế; nghiên cứu các phạm trù của hữu thể và hỏi xem những gì tồn tại ở cấp độ cơ bản nhất. Một lĩnh vực con khác của siêu hình học là vũ trụ học. Vũ trụ học quan tâm đến bản chất của toàn bộ thế giới và đặt ra những câu hỏi như vũ trụ có điểm bắt đầu và kết thúc hay không và nó có được ai khác tạo ra hay không.
Một chủ đề then chốt trong siêu hình học có liên quan đến câu hỏi rằng thực tế có chỉ bao gồm những sự vật hữu hình như vật chất và năng lượng hay không. Các quan điểm phản bác cho rằng thực thể tinh thần (như tâm hồn và kinh nghiệm) và thực thể trừu tượng (như các số) tồn tại tách biệt với sự vật hữu hình. Một chủ đề khác trong siêu hình học liên quan đến vấn đề về bản thể. Một câu hỏi ở đây là hữu thể có thể thay đổi đến đâu mà vẫn là chính hữu thể đó. Theo một góc nhìn, mọi hữu thể có yếu tố cốt yếu (essential) và ngẫu nhiên (accidental). Chúng có thể thay đổi các yếu tố ngẫu nhiên nhưng sẽ không còn là hữu thể như trước nếu mất đi một yếu tố cốt yếu. Một sự phân biệt mang tính trọng tâm trong siêu hình học là giữa cái đặc thù (particulars) và cái phổ quát (universals). Cái phổ quát, ví dụ như màu đỏ, có thể hiện hữu ở nhiều vị trí khác nhau cùng lúc, trong khi cái đặc thù như cá thể người hoặc các vật cụ thể thì không. Một số câu hỏi khác trong siêu hình học bao gồm việc quá khứ có hoàn toàn quyết định hiện tại hay không và điều này có ý nghĩa gì đối với sự tồn tại của ý chí tự do.

### Các nhánh chủ đạo khác
Triết học còn bao gồm nhiều lĩnh vực con khác ngoài các nhánh cốt lõi, trong đó nổi bật nhất là mỹ học, triết học ngôn ngữ, triết học tinh thần, triết học tôn giáo, triết học khoa học và triết học chính trị.
Mỹ học (còn gọi là thẩm mỹ) hiểu theo nghĩa triết học là lĩnh vực nghiên cứu về tự nhiên và thưởng thức cái đẹp cùng các thuộc tính thẩm mỹ khác như sự trác tuyệt (sublime). Dù thường được xem như đi đôi với triết học nghệ thuật, nhưng mỹ học là một phạm trù rộng hơn bao hàm các khía cạnh khác của kinh nghiệm, ví dụ như vẻ đẹp tự nhiên. Theo cách hiểu rộng hơn, mỹ học là "suy nghĩ phê phán về nghệ thuật, văn hóa và tự nhiên". Một câu hỏi chủ chốt trong mỹ học là liệu cái đẹp là một yếu tố khách quan của hữu thể hay là một khía cạnh chủ quan của kinh nghiệm. Những triết gia thẩm mỹ còn khảo sát về bản tính của kinh nghiệm và sự đánh giá thẩm mỹ. Một số chủ đề khác trong lĩnh vực này bao gồm bản chất của tác phẩm nghệ thuật và các quá trình liên quan đến việc sáng tạo ra chúng.
Triết học ngôn ngữ nghiên cứu bản chất và chức năng của ngôn ngữ, xem xét các khái niệm về nghĩa, quy chiếu và chân lý. Triết học ngôn ngữ hướng đến trả lời các câu hỏi như từ ngữ quan hệ với sự vật như thế nào và ngôn ngữ tác động đến tư duy và hiểu biết của con người như thế nào. Nhánh này có liên hệ gần gũi với các bộ môn logic và ngôn ngữ học. Triết học ngôn ngữ nổi lên vào đầu thế kỷ 20 trong phạm vi triết học phân tích nhờ các tác phẩm của Frege và Russell. Một trong những đề tài trọng tâm của lĩnh vực này là hiểu biết về cách để các câu có nghĩa. Có hai trường phái lý thuyết chính: những người nhấn mạnh vào điều kiện chân trị của câu và những người khảo sát về ngữ cảnh để xác định khi nào việc sử dụng một câu là phù hợp, trong đó trường phái thứ hai gắn liền với lý thuyết hành động ngôn từ (speech act theory).
Triết học tinh thần nghiên cứu bản chất của các hiện tượng tinh thần và quan hệ giữa chúng với thế giới vật chất. Triết học tinh thần hướng đến hiểu biết các loại trạng thái tinh thần có ý thức và vô thức khác nhau như niềm tin, dục vọng, ý hướng (intention), cảm giác, cảm quan và ý chí tự do. Một trực giác có ảnh hưởng trong triết học tinh thần là rằng có sự khác biệt giữa kinh nghiệm nội tại về các khách thể và sự hiện hữu của chúng ở thế giới bên ngoài. Vấn đề tâm-vật là vấn đề giải thích việc hai dạng sự vật tương ứng – tinh thần và vật chất – có quan hệ với nhau như thế nào. Các trường phái chính để giải đáp vấn đề đó gồm chủ nghĩa duy vật, cho rằng vật chất có tính cơ bản hơn; chủ nghĩa duy tâm, cho rằng tinh thần có tính cơ bản hơn; và chủ nghĩa nhị nguyên, giả định rằng tinh thần và vật chất là các dạng hữu thể khác nhau. Một góc nhìn phổ biến khác trong triết học đương đại là thuyết chức năng, một lý thuyết hiểu các trạng thái tinh thần về mặt vai trò chức năng hoặc nhân quả. Vấn đề tâm-vật có quan hệ mật thiết với bài toán khó về ý thức (hard problem of consciousness), vốn đặt ra câu hỏi làm cách nào mà bộ não có thể tạo ra kinh nghiệm chủ quan về mặt định tính.
Triết học tôn giáo khảo sát các khái niệm, giả thuyết và luận cứ cơ bản gắn với tôn giáo. Triết học tôn giáo suy ngẫm một cách phê phán về việc tôn giáo là gì, thần thánh được định nghĩa thế nào, và liệu một hay nhiều vị thần có tồn tại không. Nhánh này còn bao gồm bàn cãi về các thế giới quan vốn nhằm bác bỏ học thuyết tôn giáo. Một số câu hỏi khác được giải quyết bằng triết học tôn giáo gồm: "Làm sao chúng ta giải thích được ngôn ngữ tôn giáo, nếu không nói theo nghĩa đen?"; "Sự toàn tri thiêng liêng có tương thích với ý chí tự do không?"; và "Phải chăng sự đa dạng của các tôn giáo trên thế giới có tương thích với nhau về mặt nào đó bất chấp những diễn ngôn thần học có vẻ trái ngược nhau?" Đây là một lĩnh vực bao hàm những chủ đề từ gần như tất cả các nhánh của triết học. Nó khác với thần học bởi những tranh luận thần học thường diễn ra trong một truyền thống tôn giáo nào đó, còn tranh luận trong triết học tôn giáo vượt ra khỏi bất kỳ tập hợp giả định thần học cụ thể nào.
Triết học khoa học xem xét các khái niệm, giả định và vấn đề cơ bản gắn với khoa học. Triết học khoa học suy ngẫm về việc khoa học là gì và làm thế nào để phân biệt nó với ngụy khoa học. Lĩnh vực này tìm hiểu về phương pháp mà các nhà khoa học sử dụng, làm sao mà việc áp dụng chúng có thể đưa đến tri thức, và chúng được dựa trên những giả định nào. Triết học khoa học còn nghiên cứu mục đích và hàm ý của khoa học. Một số câu hỏi về nó bao gồm "Đâu được coi là một sự giải thích thỏa đáng?"; "Một định luật khoa học có gì khác hơn là sự mô tả về một quy luật nào đó?"; và "Liệu một số môn khoa học chuyên biệt có thể được giải thích hoàn toàn bằng thuật ngữ của một môn khoa học tổng quát hơn không?" Đó là một lĩnh vực rộng lớn thường được chia thành triết học khoa học tự nhiên và triết học khoa học xã hội, trong đó ứng với mỗi môn khoa học tiếp tục có sự phân chia thành nhiều nhánh. Cách thức mà các nhánh này liên hệ với nhau cũng là một câu hỏi trong triết học khoa học. Nhiều vấn đề triết học của nó chồng chéo với các lĩnh vực siêu hình học hoặc tri thức luận.
Triết học chính trị là sự tra vấn triết học vào những nguyên lý và tư tưởng cơ bản chi phối các hệ thống chính trị và xã hội. Triết học chính trị xem xét các khái niệm, giả định và luận cứ cơ bản trong lĩnh vực chính trị. Nhánh này xem xét bản chất và mục đích của chính phủ cũng như so sánh các dạng khác nhau của chính phủ. Lĩnh vực còn đặt ra câu hỏi về việc trong hoàn cảnh nào việc sử dụng quyền lực chính trị là chính đáng (legitimate), thay vì một loại hình bạo lực đơn giản. Về vấn đề này, nó có liên quan đến sự phân bố quyền lực chính trị, của cải vật chất và xã hội, và các quyền pháp lý (legal rights). Một số đề tài khác thuộc cùng phạm vi gồm công lý, tự do, bình đẳng, chủ quyền và chủ nghĩa dân tộc. Triết học chính trị bao hàm một sự tra vấn chung về các vấn đề quy phạm và khác về mặt này với khoa học chính trị, vốn nhắm đến cung cấp mô tả thực nghiệm về các nhà nước thực sự tồn tại. Triết học chính trị thường được xem như một lĩnh vực con của luân lý học. Các trường phái tư tưởng lớn trong triết học chính trị là chủ nghĩa tự do, chủ nghĩa bảo thủ, chủ nghĩa xã hội và chủ nghĩa vô trị.

## Phương pháp
Phương pháp triết học là cách thức thực hiện tra vấn triết học, bao gồm các kỹ thuật nhằm đạt đến tri thức triết học và biện minh cho diễn ngôn triết học cũng như các nguyên lý được sử dụng để lựa chọn từ những lý thuyết cạnh tranh lẫn nhau. Đã có một lượng lớn phương pháp được sử dụng trong lịch sử triết học, trong đó nhiều phương pháp có sự khác biệt đáng kể với các phương pháp áp dụng trong khoa học tự nhiên ở chỗ chúng không dùng dữ liệu thực nghiệm được thu thập qua dụng cụ đo. Việc lựa chọn phương pháp thường kéo theo hệ quả quan trọng cả về cách thức xây dựng các lý thuyết triết học và luận cứ dùng để ủng hộ hoặc chống lại chúng. Lựa chọn này thường được chỉ dẫn bởi những suy xét nhận thức luận về việc những gì tạo nên bằng chứng triết học.
Bất đồng về phương pháp luận có thể gây mâu thuẫn giữa các lý thuyết triết học hoặc về lời giải đáp cho các câu hỏi triết học. Sự khám phá các phương pháp mới nhiều lúc dẫn đến hệ quả cả về cách mà các triết gia thực hiện nghiên cứu và về các tuyên bố mà họ bảo vệ. Một số triết gia tiến hành phần lớn công việc phát triển lý thuyết nhờ một phương pháp cụ thể trong khi số khác sử dụng tập hợp nhiều phương pháp trên cơ sở việc phương pháp nào là khớp nhất với vấn đề cụ thể cần khảo sát.
Phân tích khái niệm là một phương pháp thường dùng trong triết học phân tích, nhằm làm rõ nghĩa của các khái niệm qua việc phân tích chúng thành các bộ phận cấu thành. Một phương pháp thường dùng khác được dựa trên cơ sở lẽ thường. Phương pháp này bắt đầu từ những niềm tin thường được chấp nhận và cố gắng rút ra những kết luận bất ngờ từ chúng, sau đó vận dụng các kết luận đó theo nghĩa tiêu cực để chỉ trích các lý thuyết triết học đi quá xa so với cách nhìn nhận vấn đề của một người bình thường. Phương pháp trên tương đồng với cách tiếp cận các câu hỏi triết học của triết học ngôn ngữ thông thường qua sự khảo sát về cách mà ngôn ngữ đời thường được sử dụng.

Vấn đề xe điện (trolley problem) là một thí nghiệm tưởng tượng nhằm xem xét sự khác biệt về mặt đạo đức giữa làm và cho phép gây hại. Vấn đề này được khám phá qua một tình huống giả tưởng, trong đó một người có thể hy sinh một người qua việc chuyển hướng xe điện để cứu một nhóm người.

Nhiều phương pháp trong triết học đặt vai trò quan trọng đặc biệt lên trực giác, tức là ấn tượng phi suy luận về tính đúng đắn của tuyên bố cụ thể hoặc nguyên lý chung nào đó. Chẳng hạn, chúng có vai trò chủ đạo trong các cuộc thí nghiệm tưởng tượng, vốn vận dụng suy nghĩ đối lập (counterfactual thinking) để đánh giá các hệ quả có khả năng xảy ra của một tình huống tưởng tượng. Những hệ quả kỳ vọng này sau đó có thể được dùng để thừa nhận hay bác bỏ lý thuyết triết học. Phương pháp quân bình suy tưởng cũng dùng đến trực giác, tìm cách hình thành một lập trường cố kết về một vấn đề nhất định bằng cách xem xét tất cả các niềm tin và trực giác có liên quan, trong đó một số thường phải được giảm nhẹ hoặc điều chỉnh lại để đi đến một quan điểm cố kết.
Các nhà thực dụng nhấn vào tầm quan trọng của hệ quả thực tiễn cụ thể trong việc đánh giá xem một lý thuyết triết học có đúng hay không. Theo châm ngôn thực dụng (pragmatic maxim) do Charles Sanders Peirce đưa ra, quan niệm của một người về một khách thể không gì khác hơn là toàn bộ các hệ quả thực tế mà người đó gắn với khách thể này. Những người theo chủ nghĩa thực dụng cũng sử dụng phương pháp này để vạch trần bất đồng theo kiểu chỉ đơn thuần bằng lời nói, tức là cho thấy chúng không tạo ra khác biệt thực sự nào về mức độ hệ quả.
Các nhà hiện tượng học đi tìm tri thức về mặt biểu hiện và cấu trúc của kinh nghiệm con người. Họ nhấn mạnh vào đặc trưng ngôi thứ nhất của mọi kinh nghiệm và tiến hành đình chỉ các phán xét mang tính lý thuyết về thế giới bên ngoài. Kỹ thuật giảm trừ hiện tượng học này được gọi là "đóng khung" hay epoché, với mục tiêu đưa ra mô tả không thiên vị về biểu hiện của các sự vật.
Chủ nghĩa tự nhiên phương pháp chú trọng vào hướng tiếp cận thực nghiệm và các lý thuyết thu được có trong khoa học tự nhiên. Theo cách này, nó tương phản với các phương pháp luận chú trọng nhiều hơn đến lý luận và sự nội quan thuần túy.

## Liên hệ với các lĩnh vực khác
Triết học có quan hệ mật thiết với nhiều lĩnh vực khác. Nó đôi khi được hiểu là một siêu ngành nhằm làm rõ bản chất và giới hạn của chúng bằng cách phân tích các khái niệm cơ bản, giả định và phương pháp theo cách phê phán. Về vấn đề này, triết học đóng vai trò then chốt trong việc đưa ra một góc nhìn liên ngành, thu hẹp khoảng trống giữa các bộ môn khác nhau qua phân tích các khái niệm và vấn đề chung giữa chúng. Nó còn vừa cho thấy chúng chồng lấn nhau đến đâu, vừa phân định phạm vi của chúng một cách rạch ròi. Trong lịch sử, hầu hết các bộ môn khoa học có nguồn gốc từ triết học.
Ảnh hưởng của triết học có thể cảm nhận được trong một số lĩnh vực yêu cầu đưa ra quyết định thực tiễn khó khăn. Trong y học, những suy xét triết lý liên quan đến đạo đức sinh học có tác động đến các vấn đề, chẳng hạn như có thể coi phôi thai là người hay chưa, và việc phá thai là chấp nhận được về mặt đạo đức dưới những điều kiện nào. Một vấn đề triết lý có liên hệ gần với nó là cách hành xử nên làm của con người đối với động vật khác, chẳng hạn như liệu nên chấp nhận việc sử dụng động vật không phải con người làm thức ăn hay không, hay là liệu có nên cho phép nghiên cứu, thử nghiệm trên động vật hay không. Trong quan hệ với kinh doanh và đời sống công việc, triết học góp một phần bằng việc đưa ra các khuôn khổ đạo đức. Chúng bao gồm các nguyên tắc về việc những thông lệ kinh doanh nào là chấp nhận được về mặt đạo đức và bao hàm vấn đề về trách nhiệm xã hội của doanh nghiệp.
Tra vấn triết học có liên hệ đến nhiều lĩnh vực quan tâm đến việc nên tin vào điều gì và làm sao để đạt đến bằng chứng cho niềm tin của một người. Đây là một vấn đề chủ chốt đối với khoa học, vốn có một trong những mục tiêu hàng đầu là tạo ra tri thức khoa học. Tri thức khoa học được dựa trên bằng chứng thực nghiệm nhưng thường không dễ dàng biết được các quan sát thực nghiệm đã trung tính hay đã bao gồm các giả định lý thuyết hay chưa. Một vấn đề mật thiết là liệu những bằng chứng sẵn có đã đủ để đưa ra quyết định giữa các lý thuyết cạnh tranh hay chưa. Các vấn đề tri thức luận liên quan đến luật pháp bao gồm việc những gì được xem là bằng chứng, và bao nhiêu bằng chứng là cần thiết để xác định một người là có tội. Một vấn đề liên quan khác trong báo chí là làm sao đảm bảo tính chân lý và khách quan khi đưa tin về các sự kiện.
Trong lĩnh vực thần học và tôn giáo, có nhiều học thuyết gắn liền với sự hiện hữu và bản chất của Chúa cũng như các quy tắc chi phối hành vi đúng đắn. Một vấn đề then chốt ở đây là một người duy lý có nên tin vào các học thuyết đó hay không, chẳng hạn, liệu khải thị dưới hình thức sách thánh và kinh nghiệm tôn giáo về thần thánh đã là bằng chứng đầy đủ cho những niềm tin đó hay chưa.

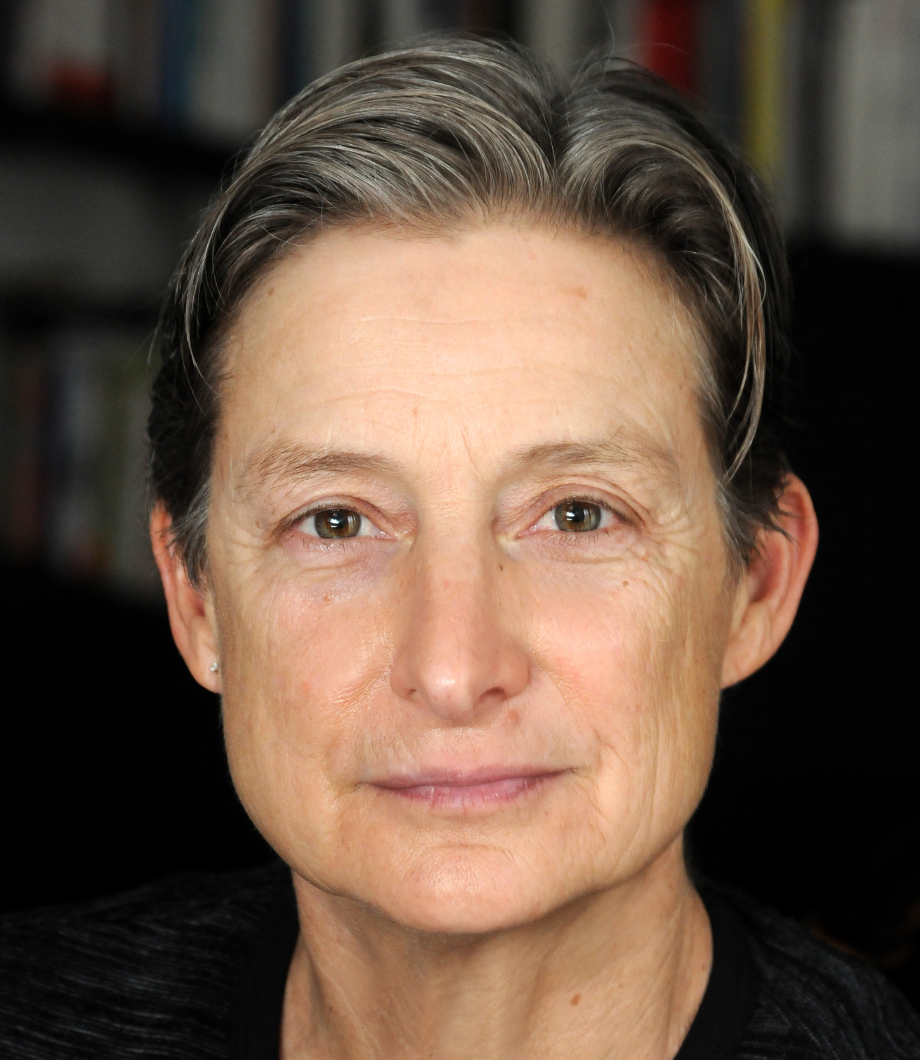
Judith Butler là một trong những triết gia có đóng góp cho ảnh hưởng văn hóa của triết học đối với phong trào nữ quyền.

Triết học dưới hình thức logic có tầm ảnh hưởng lớn trong các lĩnh vực toán học và khoa học máy tính. Các lĩnh vực khác chịu ảnh hưởng từ triết học bao gồm tâm lý học, xã hội học, ngôn ngữ học, giáo dục và các môn nghệ thuật. Quan hệ gần gũi giữa triết học và các lĩnh vực khác trong thời kỳ đương đại được phản ánh ở việc nhiều sinh viên tốt nghiệp ngành triết học chuyển sang làm việc tại những lĩnh vực liên quan thay vì theo đúng chuyên ngành.
Trong lĩnh vực chính trị, triết học giải đáp các vấn đề ví dụ như làm cách nào để đánh giá xem một chính sách của chính phủ là công bằng hay không. Các tư tưởng triết học đã góp phần chuẩn bị và định hình nhiều cuộc phát triển chính trị. Chẳng hạn, những lý tưởng được hình thành trong triết học Khai Sáng là nền tảng cho nền dân chủ lập hiến và đóng vai trò quan trọng trong cuộc cách mạng Mỹ và cách mạng Pháp. Triết học Marx và những lý luận về chủ nghĩa cộng sản là một trong những nhân tố làm nên cuộc cách mạng Nga và cách mạng cộng sản Trung Quốc. Triết lý phi bạo lực của Mahatma Gandhi định hình cho phong trào độc lập tại Ấn Độ.
Một ví dụ về vai trò phê phán và văn hóa của triết học có thể được tìm thấy trong sự ảnh hưởng đối với phong trào nữ quyền qua các triết gia như Mary Wollstonecraft, Simone de Beauvoir và Judith Butler. Triết học đã giúp định hình hiểu biết về các khái niệm cốt lõi trong nữ quyền, ví dụ như ý nghĩa của giới tính xã hội, điểm khác biệt giữa nó với giới tính sinh học và vai trò của nó trong việc hình thành bản sắc cá nhân. Các triết gia cũng đã nghiên cứu khái niệm về công lý và bình đẳng xã hội cũng như ý nghĩa của chúng đối với sự đối xử bất công với phụ nữ trong xã hội do nam giới chi phối.
Quan niệm cho rằng triết học có ích đối với nhiều khía cạnh của đời sống và xã hội có khi bị bác bỏ. Theo một góc nhìn như vậy, triết học chủ yếu được thực hiện vì lợi ích riêng của nó và không đóng góp đáng kể cho các thông lệ có sẵn hoặc mục tiêu bên ngoài.